# Медвес (Удине)
Медвес је насеље у Италији у округу Удине, региону Фурланија-Јулијска крајина.
Према процени из 2011. у насељу је живело 52 становника. Насеље се налази на надморској висини од 759 м.